# Stenus audax
Stenus audax är en skalbaggsart som beskrevs av J. Sahlberg 1900. Stenus audax ingår i släktet Stenus, och familjen kortvingar. Enligt den finländska rödlistan är arten sårbar i Finland. Enligt den svenska rödlistan är arten otillräckligt studerad i Sverige. Arten förekommer i Övre Norrland. Artens livsmiljö är våtmarker i fjällen (myrar, stränder, snölegor).